# Audrey Descouts
Audrey Descouts (née le 28 juillet 1980 à Enghien-les-Bains (Val-d'Oise)) est une escrimeuse française.
Elle est ancienne élève de l'école de commerce parisienne EDC (École des Dirigeants et Créateurs d'entreprise), promotion 2003.
Elle est diplômée d'un master INSEEC - (Finance, Banque, Assurance).
Elle a remporté les championnats du monde d’escrime de 2007 à Saint-Pétersbourg dans la catégorie épée par équipe.
Elle est médaillée de Bronze aux Championnats d'Europe d'ecrime par équipe à Gand en 2007.